# Византий
Виза́нтий (Виза́нтион', греч. Βυζάντιον; Виза́нтиум, лат. Byzantium) — древнегреческий город в месте соединения Мраморного моря, Босфора и Золотого Рога, предшественник Константинополя. Основан дорийскими колонистами из Мегариды в VII веке до нашей эры. Вошёл в состав Древнего Рима во II веке до нашей эры. В 330 году по решению Константина I Великого стал столицей Римской империи под названием Новый Рим, затем — Константинополь.
По имени Византия восточная часть Римской империи, существовавшая как самостоятельное государство с 395 по 1453 год, получила в историографии название Византия. Место расположения города ныне входит в стамбульский район Фатих.

## История

Византий и окрестные города на северном берегу Мраморного моря

### Освоение берегов Босфора и первые поселения
Первые поселения на территории современного Стамбула появились в период неолита (ориентировочно между 6400 и 5800 годами до н. э.). Уже тогда местные жители обрабатывали землю, разводили скот и ловили рыбу на берегах реки, протекавшей на месте нынешнего Босфора и впадавшей во внутреннее озеро, существовавшее на месте нынешнего Мраморного моря. Позже, когда финикийские и греческие купцы начали осваивать морской торговый путь из Эгейского в Чёрное море, на берегах Босфора возникли их первые склады товаров и небольшие укреплённые поселения, обеспечивавшие нужды мореходов. Финикийцы называли Чёрное море Ашкенас («Море севера»), а древние греки — Понт Эвксинский («Море гостеприимное»). Согласно древнегреческой мифологии, когда через Босфор переправлялась Ио, дочь Инаха, богиня Гера, приревновавшая её к Зевсу, превратила красавицу в корову, отчего пролив и получил название «коровий проход» или «коровий брод». Обнаруженный древними мореходами удобный залив, глубоко врезавшийся в сушу у слияния вод Босфора с водами Мраморного моря, они назвали Золотым Рогом (Страбон называл его Рогом Византия).
Уже легенды об аргонавтах и Симплегадах свидетельствуют о том, что древним грекам был хорошо знаком путь через проливы в Колхиду. О плаваниях греческих судов в водах Понта писали античные историки Гекатей Милетский и Гелланик, а также поэты Евмел Коринфский и Гесиод. Корабли греческих полисов везли в Северное Причерноморье ремесленные изделия (керамические вазы, холодное оружие, ткани), вина и оливковое масло, а обратно — зерно, строевой и корабельный лес, скот, пушнину, солёную рыбу, мёд и воск, а также рабов. Полномасштабное освоение греками берегов Геллеспонта, Пропонтиды и Босфора Фракийского началось в эпоху «великой колонизации» (VIII—VII века до н. э.). Первенство в заселении этого региона принадлежало выходцам из Милета, которые основали Кизик, Артаку, Проконнес и Парион, а несколько позже — Абидос, Лампсак, Колоны, Приап и Киос. Вторую волну колонизации возглавили союзники милетцев — выходцы из Мегар, высокоразвитого торгово-ремесленного центра, основавшие Астак и Селимбрию. В освоении северного побережья Пропонтиды участвовали также враги мегарцев — выходцы из Самоса, основавшие Мигдонию (Перинф).

### Основание
Берега Мраморного моря мегарцы осваивали с VIII века до нашей эры, ещё до Византия основав здесь Астак, Селимбрию, Перинф и Халкедон.
Создателем Византия и его первым царём в античной традиции считался Визас (др.-греч. Βύζας), которого греческие мифы называли сыном бога Посейдона и Кероэссы, дочери Зевса и Ио, родившейся на Золотом Роге (в другом варианте — сыном правителя Мегар Ниса). Согласно древним источникам, Визас (он же Визант) основал город в 667 году до нашей эры на землях, населённых фракийскими племенами.
По легенде, Дельфийский оракул дал напутствие Визасу поселиться «напротив слепых», имея в виду якобы неудачный выбор места для Халкедона, построенного за 13 лет до Византия на противоположном берегу Мраморного моря.

### Город-государство
Удачное географическое и стратегическое положение способствовало бурному развитию торговли и процветанию города. Город контролировал Босфор, и, соответственно, торговые пути из Европы в Азию и из Чёрного моря в Эгейское. Но, из-за такого важного положения, город много раз подвергался нападениям.
В 515 году до н. э., во время похода Дария на скифов город был подчинён персидской власти. Известен тиран Аристон, правивший как вассал персов (он же правил и в Халкедоне). После сражения при Платеях город освободился от персидской власти с помощью спартанского и афинского флота под командованием Павсания и вновь получил важное стратегическое значение. Держась на стороне афинского союза государств, Византий во время Пелопоннесской войны не раз был «яблоком раздора» между спартанцами и афинянами. Победы Алкивиада (408 г. до н. э.) удержали его в Афинском союзе. В 403 г. до н. э. городом ненадолго овладел Клеарх из Спарты. После вспыхнувшего восстания против афинян Византий получил право автономии (357—355 гг. до н. э.). В 227 году до н. э. галаты, прибывшие из Европы, поселяются на Азиатской стороне города. А в 146 году до н. э. союз, заключённый с Римом, обеспечил военную оборону города.

### Римский период
В 74 году до н. э. город попадает под власть Рима, что обеспечило ему мирное существование более чем на 200 лет. Однако во время гражданской войны 193—197 годов город, поддержавший Песценния Нигера, испытал трёхлетнюю осаду и был взят войсками Септимия Севера, который приказал разрушить все укрепления и отменить все политические и торговые привилегии. Это положило начало упадку Византия. В III веке он неоднократно подвергался набегам со стороны варваров. Из сохранившихся построек со времён Септимия Севера частично сохранился ипподром.
С 324 года Константин I Великий начал на месте сравнительно небольшого к тому времени Византия строительство новой столицы Римской империи — Константинополя, законченное в 330 году.

## Комментарии
1. ↑  Одной из археологических культур, существовавших здесь в период неолита, была культура Фикиртепе.